# SwissTXT
Vous êtes invité à donner votre avis sur cette page de discussion, de manière argumentée en vous aidant notamment des critères d’admissibilité ou en présentant des sources extérieures et sérieuses.  
Après avoir apposé le modèle {{Admissibilité}} sur une page, suivez les étapes expliquées sur Wikipédia:Débat d'admissibilité/Aide :
| 1. | Créez la page de débat d'admissibilité.                                                                      | Sauvegardez d’abord la page pour l’initialiser puis indiquez votre motivation.  |
| 2. | Important : ajoutez une entrée dans la section Débat d'admissibilité du jour.                                | Utilisez ce texte : *{{L\|SwissTXT}}                                            |
| 3. | Pensez à informer les contributeurs principaux de la page et les projets associés lorsque cela est possible. | Utilisez ce texte : {{subst:Avertissement débat d'admissibilité\|SwissTXT}}~~~~ |

Swiss TXT (Swiss TXT AG) (jusqu’en décembre 2015: SWISS TXT Schweizerische Teletext AG) est une filiale et un centre de compétence multimédia de la SRG SSR. L’entreprise a été fondée en 1983 à Bienne, sur la base de la concession du service télétexte accordée par le Conseil fédéral suisse. Le service a commencé en 1984 pour SF DRS, puis à partir de 1985 sur TSR et enfin à partir de 1986 sur TSI.
En 2014, 800 000 Suisses ont utilisé quotidiennement le télétexte de Swiss TXT.

## Organisation
Le siège principal se trouve à Bienne, mais on peut aussi trouver des filiales à Zurich, Berne, Genève, Lausanne et Comano.

## Services d’accès (sous-titrage, transcription, traduction, audiodescription, synthèse vocale)
SWISS TXT sous-titres les programmes télévisés de la Société suisse de radiodiffusion et télévision[réf. nécessaire]. Il fournit également des services de transcription, de traduction et d’audiodescription.